# Павловская, Александра Ивановна
Алекса́ндра Ива́новна Павловская (11 ноября 1921, д. Арефино, Лежневский район, Ивановская область — 4 сентября 2012, Москва) — советский и российский историк-антиковед, доктор исторических наук, ведущий научный сотрудник Института всеобщей истории РАН, специалист по истории земельных отношений в греко-римском Египте.

## Биография
Родилась в деревне Арефино Лежневского района Ивановской области в семье крестьян Ивана Андреевича и Евдокии Ивановны Павловских. Училась в средней школе г. Гороховец Ивановской области. В 1938 году поступила на исторический факультет МГУ имени М. В. Ломоносова. Во время войны переехала к родителям в Шую, работала швеей, научным сотрудником в музее М. В. Фрунзе, бухгалтером на заводе. В 1944 году вернулась в Москву. В 1947 году окончила Московский государственный университет. Поступила в аспирантуру при кафедре истории древнего мира.
В 1951 году под руководством К. К. Зельина защитила кандидатскую диссертацию на тему «Государственное хозяйство птолемеевского Египта в середине III в. до н. э.». В 1950—1952 годах преподавала на заочном отделении Высшей партийной школе при ЦК ВКП(б) на кафедре всеобщей истории. В 1952 году начала работать в Академии наук СССР, в секторе древней истории Института истории, впоследствии работала в Отделе сравнительного изучения древних цивилизаций Института всеобщей истории РАН.
В 1976—1988 годах — ответственный секретарь журнала «Вестник древней истории», с 1976 — член редколлегии ВДИ. В 1980 году получила степень доктора исторических наук за монографию «Египетская хора в IV в.» (М., 1979).
С 1954 года была замужем за гидроэнергетиком Семёном Марковичем Гурвичем (род. 1919); двое детей.

## Научная деятельность
Основная сфера научных интересов — земельные отношения в Древнем Египте в период эллинизма.
Основные результаты научных изысканий отражены в монографии «Египетская хора в IV в.» (1979). Автор исследует социально-экономическое развитие сельских поселений Египта в период упадка Римской империи. Прослеживаются эволюция форм землевладения и землепользования в Египте на протяжении IV в., анализируется социальная структура и внутренняя жизнь египетских деревень (ком). Автор останавливается на общинной организации египетской деревни, сопоставляет ее с общинами других регионов античного мира. Выявляется ряд тенденций, характерных для развития не только Египта, но и других провинций Римской империи.
Автор касается фундаментальных проблем экономики древних обществ: о характере социально-экономических отношений в Египте, о направлении развития форм собственности на землю и форм эксплуатации земледельческого населения, о путях развития феодальных отношений и в Западной Европе, и на Востоке: когда и как они складывались в Средиземноморье, появились ли элементы феодализма внутри Римской империи на основе сосуществовавших с античным рабовладельческим способом производства нерабовладельческих укладов, а варварское завоевание лишь расчистило путь для их дальнейшего развития или феодальные элементы появились только после распада рабовладельческой империи на основе синтеза пострабовладельческих и первобытно-общинных отношений. Попутно освещаются более частные вопросы — об оживлении частновладельческих отношений в Египте в начале IV в., о существовании колонатных отношений и их специфике в Египте.
Выделяются основные черты аграрных отношений в Египте в IV в., анализируются последствия налоговой реформы Диоклетиана и переписи земель, характеризуются формы землевладения по документам первой половины IV в. из Фаюма и других номов Египта, описывает экономическое положение ком Арсиноитского нома, Теадельфии, Караниса. Затрагиваются проблемы сельской общины как формы социально-экономической организации сельского населения. Определяются основные тенденции развития египетской комы во второй половине IV в.

## Основные работы
- Формы землевладения и организация земледелия на царских землях Египта в середине III в. до н. э. // ВДИ. 1953. № 1. С. 40 — 58.
- По поводу дискуссии об азиатском способе производства на страницах журналов «La Pensée» и «Eirene» // ВДИ. 1965. № 3. С. 89 — 96.
- Рабство в эллинистическом Египте // Блаватская Т.В., Голубцова Е.С., Павловская А.И. Рабство в эллинистических государствах в III—I вв. до н. э. М., 1969. С. 200—309.
- О рентабельности труда рабов в эллинистическом Египте // ВДИ. 1973. № 4. С. 136—144.
- Рабы в сельском хозяйстве римского Египта // ВДИ. 1976. № 2. С. 73 — 84.
- Эллинизм // Советская историческая энциклопедия. М., 1976. Т. 16. С. 458—476.
- Рабство в римском Египте // Маринович Л.П., Голубцова Е.С., Шифман И.Ш., Павловская А.И. Рабство в восточных провинциях Римской империи. М., 1977.
- К вопросу о рентабельности труда рабов и колонов // ВДИ. 1977. № 1. С. 161—171.
- Элементы общинного устройства в египетской коме IV в. н. э. // ВДИ. 1978. № 4. С. 43 — 60.
- Египетская хора в IV в. М.: Наука, 1979. 253 с.
- Социально-психологический облик крестьянина позднеримской эпохи (по материалам египетских папирусов) // Культура Древнего Рима: в 2-х т. / Отв. ред.: Е. С. Голубцова. М.: Наука, 1985. Т. II. С. 356—386.
- Греция и Македония в эпоху эллинизма // История Европы с древнейших времен до наших дней: в 8 т. М.: Наука, 1988. Т. 1. Древняя Европа.
- Отражение социально-политической борьбы в Египте в конце III в. в частной переписке и петициях // ВДИ. 1988. № 1. С. 43 — 55.
- О запустении земель в Фаюме в IV—V вв. н. э. // ВДИ. 1995. № 2. С. 28 — 38.
- О рентабельности труда рабов в эллинистическом Египте // Древние цивилизации: Греция. Эллинизм. Причерноморье. М.: Ладомир, 1997. С. 521—530.
- О роли М. И. Ростовцева в развитии папирологических исследований в России // ВДИ. 1997. № 1. С. 169—183.
- Первые десятилетия издания «Вестника древней истории» // ВДИ. 1998. № 1. С. 6—21.
- «От гражданина к подданому» — имел ли место этот процесс в Греции в IV в. до н. э.? // ВДИ. 1998. № 4. С. 15—29.
- Жители римского Египта по папирусам I—IV веков // Человек и общество в античном мире. М., 1998.
- Афанасий, епископ Александрийский и его епархия // ВДИ. 2001. № 1. С. 60 — 87[5].